# Эпо (аббатство)
Аббатство Эпо́ (фр. Abbaye de l'Épau) — цистерцианский монастырь во французской коммуне Ивре-л'Эвек (департамент Сарта, регион Земли Луары). Аббатство основано в 1229 году королевой Беренгарией Наваррской, закрыто в 1790 году во время великой французской революции. В настоящее время в здании бывшего монастыря действует культурный центр. Аббатство расположено на юго-восточной окраине современного города Ле-Ман, на берегу реки Юин.

## История

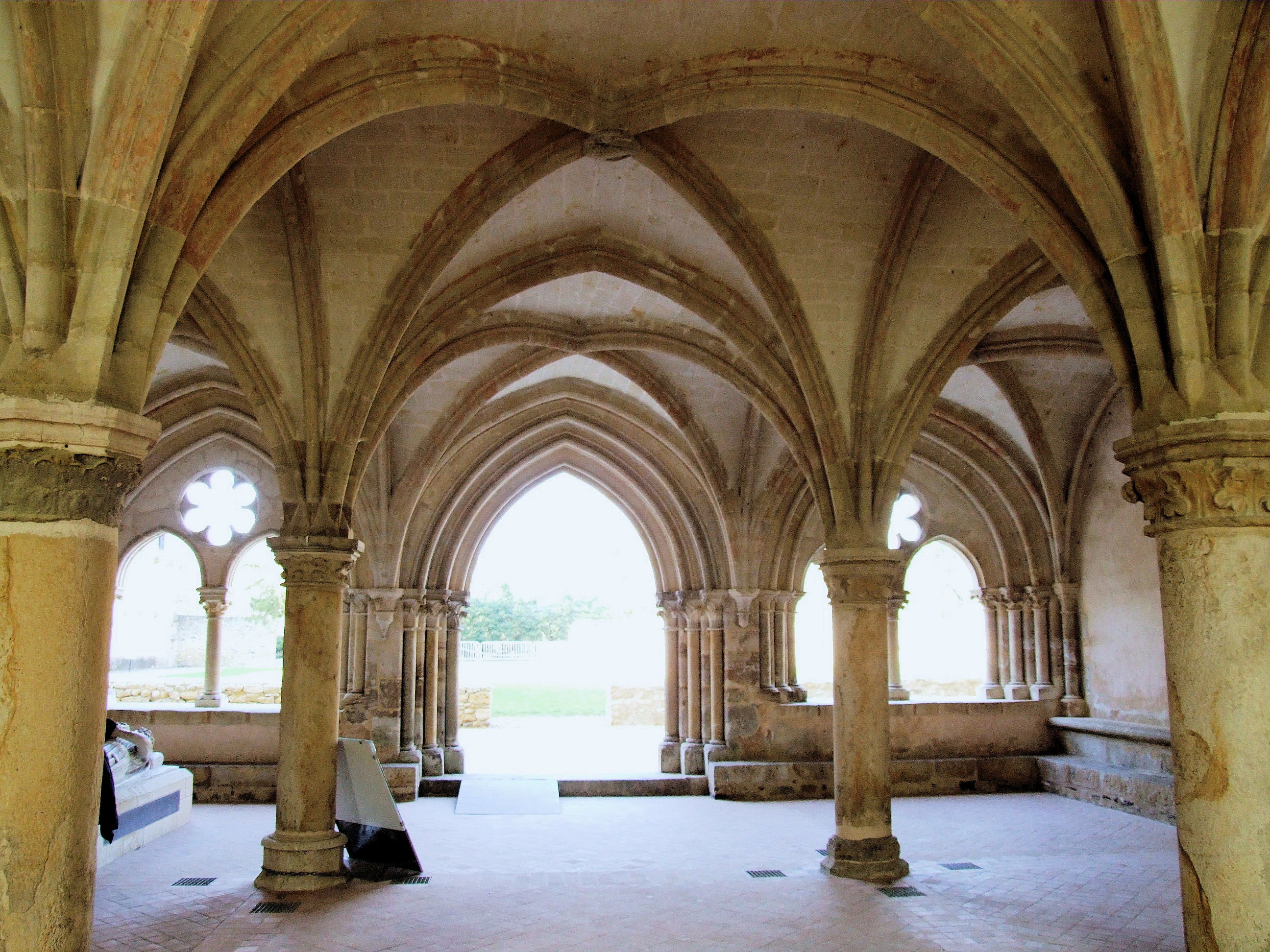
Зал капитулов

Королева Беренгария Наваррская, жена знаменитого Ричарда Львиное Сердце, пережила мужа более чем на 30 лет. После гибели короля Ричарда в 1199 году она получила от французского короля Филиппа Августа во владение Ле-Ман с прилегающими землями, где и проживала вплоть до смерти. В 1229 году она основала рядом с городом цистерцианский монастырь, получивший название Эпо. В 1230 году в новую обитель прибыли первые монахи, материнской обителью для Эпо стал Сито, главный монастырь ордена. В этом же году умерла королева Беренгария, которую, согласно её воле, похоронили в основанном ею монастыре. Строительство основных зданий шло в период от 1230 до 1280 года, отдельные строения возводились вплоть до 1365 года. В 1234 году епископ Ле-Мана Жоффруа де Лаваль освятил монастырскую церковь во имя Пресвятой Девы Марии и святого Иоанна Крестителя.
Во время Столетней войны в 1365 году жители Ле-Мана, опасавшиеся, что англичане будут использовать аббатство как свою тыловую крепость, подожгли его. Аббатство было в значительной степени разрушено. Тем не менее с 1366 года на протяжении более 40 лет шли постепенные работы по реставрации.
В XVI и XVIII веках к архитектурному комплексу аббатства были добавлены правое крыло и дом настоятеля.
К началу Великой французской революции аббатство пришло в упадок, там оставалось лишь несколько монахов. В 1790 году монастырь был закрыт, позднее здания аббатства были проданы с молотка и превращены сначала в ткацкую мастерскую, затем в ферму.

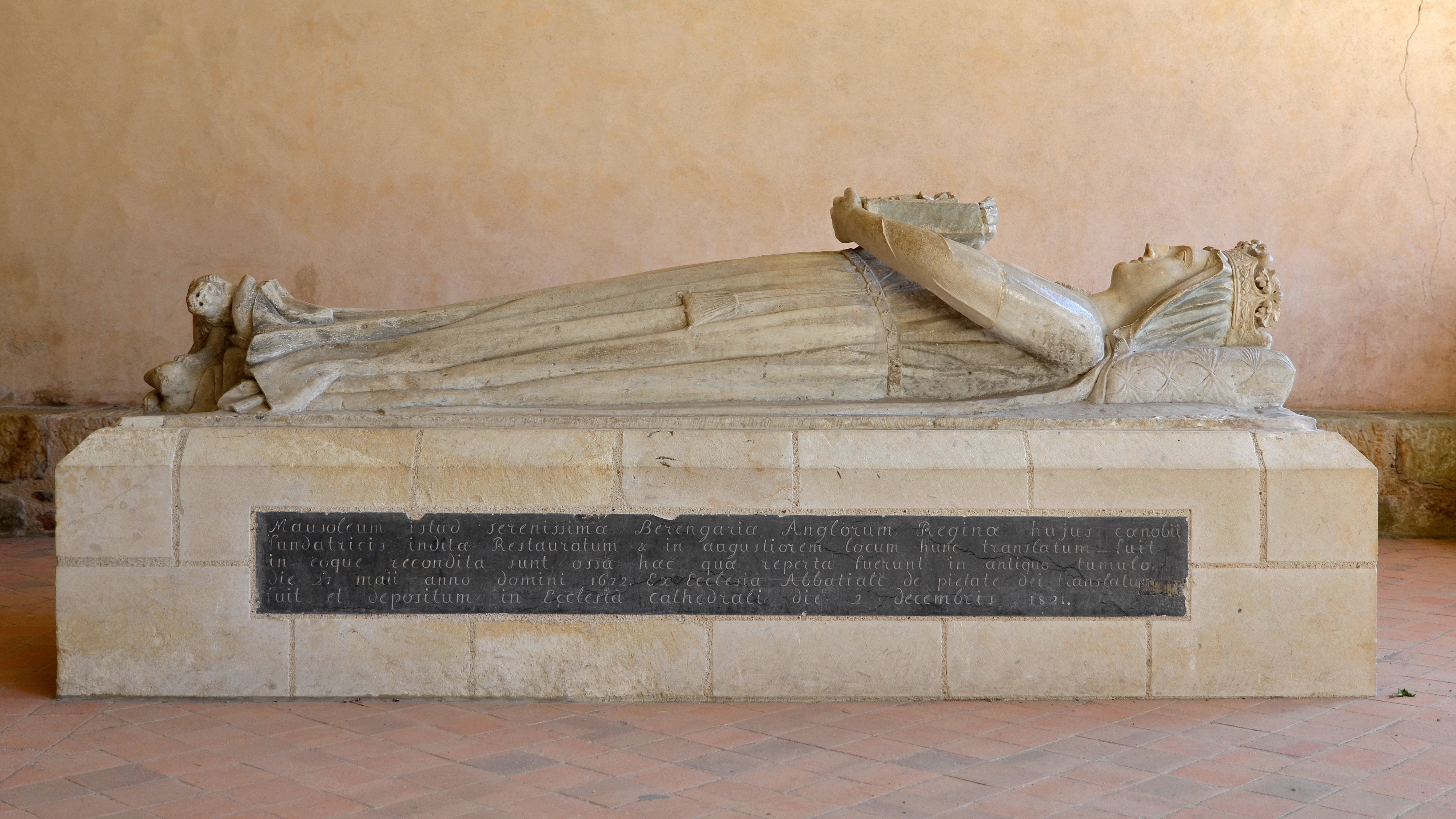
Надгробие королевы Беренгарии

В 1924 году имение было приобретено семейством Геррье (Guerrier), которые при поддержке Национальной высшей школы изящных искусств, провели в Эпо реставрационные работы. Работы были прерваны Второй мировой войной, Эпо оккупировано немцами, которые превратили его в военные склады, гаражи и мастерские.
В 1958 году департамент Сарта выкупил аббатство из частной собственности, после чего здесь стартовали интенсивные реставрационные работы, в основном законченные к 1971 году. С этого времени аббатство функционирует как культурный центр, здесь проводятся концерты классической музыки, конференции и выставки. Также в Эпо проходят заседания Ассамблеи департамента Сарта.

## Архитектура
Монастырский комплекс представляет собой единый комплекс зданий, окружающих с трёх сторон клуатр. В состав комплекса входят: монастырская церковь, дом аббата, клуатр, зал капитулов, скрипторий, кухня, дормиторий и прочие помещения. Весь комплекс окружён парком площадью 13 гектаров. В зале капитулов наличествует надгробие Беренгарии Наваррской, остаётся неизвестным действительно ли надгробие содержит её останки. Королева умерла, когда работы по возведению монастыря только стартовали, и источники ничего не говорят о конкретном месте расположения её могилы. Надгробие в ходе истории многократно перемещалось, как по монастырскому комплексу, так и в Ле-Ман. В 1988 году оно было помещено в зале капитулов.